# 発見!人間力
発見!人間力（はっけん! にんげんりょく）は、民間放送教育協会加盟局で2008年4月から2011年2月まで放送されたドキュメンタリー番組。財団法人民間放送教育協会（民教協）が制作しており、系列の枠組みを越えた、全国の民放テレビ局で放送されている。ハイビジョン制作・字幕放送（一部地域を除く）。

## 概要
前番組『いきいき!夢キラリ』の時にはいなかったレポーター（案内役）を配している｡
2009年いっぱいまで文部科学省が製作に関与していた関係で、『親の目・子の目』から『いきいき!夢キラリ』までの流れで、本編中のスポンサーによるコマーシャル（タイムCMの一種）が一切挿入されなかった。2010年以降は、同じ時期に終了した『生きる×2』から殆どのスポンサーを移行するかたちで本編中のスポンサーによるコマーシャルを開始するようになった。このような措置の関係で、番組の始めと終わりに放送されるカウキャッチャー・ヒッチハイク扱いでのタイムCMの実施は、2010年以降も持続している。
テレビ朝日では2011年2月19日放送分（その他の局は日時が前後する）で最終回となり、朝日ニュースターで再放送を行っていた。
2011年4月中旬からは、後番組として『学びEye!』を開始した。

## ネット局
| 放送対象地域   | 放送局       | 系列                          | 放送日時           |
| -------------- | ------------ | ----------------------------- | ------------------ |
| 北海道         | 北海道放送   | TBS系列                       | 日曜 6:00 - 6:30   |
| 青森県         | 青森放送     | 日本テレビ系列                | 月曜 10:25 - 10:55 |
| 岩手県         | IBC岩手放送  | TBS系列                       | 日曜 5:45 - 6:15   |
| 宮城県         | 東北放送     | TBS系列                       | 日曜 6:00 - 6:30   |
| 秋田県         | 秋田放送     | 日本テレビ系列                | 水曜 10:25 - 10:55 |
| 山形県         | 山形放送     | 日本テレビ系列                | 金曜 10:55 - 11:25 |
| 福島県         | 福島テレビ   | フジテレビ系列                | 火曜 15:30 - 16:00 |
| 関東広域圏     | テレビ朝日   | テレビ朝日系列                | 土曜 6:00 - 6:30   |
| 山梨県         | 山梨放送     | 日本テレビ系列                | 月曜 9:55 - 10:25  |
| 新潟県         | 新潟放送     | TBS系列                       | 土曜 6:00 - 6:30   |
| 長野県         | 信越放送     | TBS系列                       | 月曜 10:50 - 11:20 |
| 静岡県         | 静岡放送     | TBS系列                       | 日曜 5:45 - 6:15   |
| 富山県         | 北日本放送   | 日本テレビ系列                | 水曜 10:55 - 11:25 |
| 石川県         | 北陸放送     | TBS系列                       | 月曜 10:50 - 11:20 |
| 福井県         | 福井放送     | 日本テレビ系列 テレビ朝日系列 | 水曜 11:00 - 11:30 |
| 中京広域圏     | メ〜テレ     | テレビ朝日系列                | 日曜 6:00 - 6:30   |
| 近畿広域圏     | 朝日放送     | テレビ朝日系列                | 日曜 6:00 - 6:30   |
| 鳥取県・島根県 | 山陰放送     | TBS系列                       | 火曜 10:00 - 10:30 |
| 鳥取県・島根県 | 日本海テレビ | 日本テレビ系列                | 土曜 5:58 - 6:28   |
| 広島県         | 中国放送     | TBS系列                       | 日曜 5:45 - 6:15   |
| 山口県         | 山口放送     | 日本テレビ系列                | 金曜 9:55 - 10:25  |
| 徳島県         | 四国放送     | 日本テレビ系列                | 水曜 10:55 - 11:25 |
| 香川県・岡山県 | 西日本放送   | 日本テレビ系列                | 日曜 6:00 - 6:30   |
| 愛媛県         | 南海放送     | 日本テレビ系列                | 木曜 10:55 - 11:25 |
| 高知県         | 高知放送     | 日本テレビ系列                | 月曜 10:00 - 10:30 |
| 福岡県         | RKB毎日放送  | TBS系列                       | 日曜 6:15 - 6:45   |
| 長崎県         | 長崎放送     | TBS系列                       | 土曜 7:00 - 7:30   |
| 大分県         | 大分放送     | TBS系列                       | 日曜 6:15 - 6:45   |
| 熊本県         | 熊本放送     | TBS系列                       | 水曜 10:50 - 11:20 |
| 宮崎県         | 宮崎放送     | TBS系列                       | 月曜 10:50 - 11:20 |
| 鹿児島県       | 南日本放送   | TBS系列                       | 火曜 15:00 - 15:30 |
| 沖縄県         | 沖縄テレビ   | フジテレビ系列                | 水曜 15:29 - 15:59 |
| 沖縄県         | 琉球放送     | TBS系列                       | 金曜 10:50 - 11:20 |

以下は民教協には加盟していないが、趣旨に賛同して放送していた放送局である。
- BS朝日：日曜 23:30 - 翌0:00
- 朝日ニュースター 火曜 11:00 - 11:30、金曜 14:55 - 15:25[2]